# Карин Дрейер Андерсон
Карин Елизабет Дрейер Андерсон (родена 7 април 1975, Нака, Швеция) е лийд вокалистка на електронното дуо The Knife, основано от нейния брат Олоф Диейер.
Преди това е вокалистка и китаристка на групата за алтернативен рок Honey Is Cool. Издава своя първи дебютен албум под псевдонима Fever Ray (букв. Трескав лъч или Лъч на треска) през 2009 г.

## Съвместни творби
През 2005 г. прави вокалите на песента „What Else Is There?“ (Какво друго има там?) от Röyksopp от албума The Understanding (Разбиране). Появява се също във видеото към сингъла, но не в ролята на видео-вокалист, изпълнена от фотомодел. Включена е и в песните This Must Be It (Това трябва да е) и Tricky Tricky (Сложно) на Röyksopp в албума Junior (Младши) от 2009 г.

## Личен живот
През 2017 г., в интервю за Гардиън, се споменава, че тя се определя като куиър човек. Има две дъщери.
Дрейер Андерсон предпочита да се обръщат към нея с местоименията „те/тях“.